# Enrique Escudero de Castro
Enrique Gualtero Roberto Escudero de Castro (Cartagena, 13 de mayo de 1940 - 20 de febrero de 2001) fue un político español. Era hijo de Francisco Escudero Narváez y África de Castro Alarcón.

## Biografía

### Infancia y juventud
Era el mayor de seis hermanos y desde temprana edad mostró su afición por los libros, el debate y el espectáculo. Tuvo cuatro hijos. 
En 1958 crea con otros aficionados el Teatro de Cámara y Ensayo Isidoro Máiquez, un grupo de teatro que supuso un revulsivo en el panorama cultural cartagenero.
A finales de los años cincuenta sintió interés por el Derecho, pero su pasión por las artes escénicas le llevó a marcharse a Madrid, donde conoció a algunos de los principales personajes del teatro español de aquella época. Así, en 1960 comenzó a participar en diferentes representaciones que eran grabadas para Televisión Española y Radio Nacional, compaginando esta actividad con actuaciones en el Teatro María Guerrero con las compañías de Mari Carmen Prendes y Gustavo Pérez Puig. A finales de ese mismo año y después de haber cursado estudios de declamación volvió a Cartagena, donde siguió con el Teatro de Cámara y Ensayo Isidoro Maíquez, que desplegó en los años siguientes una gran actividad.
En 1961 obtuvo plaza de locutor de plantilla en Radio Juventud de Cartagena, compaginando este trabajo con la elaboración de guiones para emisoras de Cartagena, Murcia y Elche. En 1963 dejó Radio Juventud y se sumergió en el mundo de la publicidad.
En un primer momento se asoció con Francisco Martínez y un compañero de emisora, Alejandro Cros, para crear con este último en 1965 Publicidad Sureste.
En 1969 fundó su propia empresa, Escudero Publicidad.
Su intensa actividad como publicista no le alejó del mundo cultural cartagenero. En 1973 creó la galería de arte Isidoro Maíquez, dirigida por su esposa, donde llevaron a cabo una gran actividad expositora, primero en la calle Tolosa Latour y luego en las calles Medieras y Aire. Como dato anecdótico, en esta galería expuso sus obras en 1974 el pintor cartagenero Vicente Ros, siendo esta la primera vez que este artista hacía una exposición en Cartagena desde el final de la guerra civil. Además, en torno a la figura de Vicente Ros se habían aglutinado un grupo de cartageneros con inquietudes culturales y artísticas: el 'Estudio', que también sería frecuentado por Enrique Escudero.

## Actividad política
En 1974 ingresó en el Partido Socialista Obrero Español —del cual llegaría a ser secretario general en Cartagena, y miembro de la ejecutiva regional y del comité federal— a instancias del médico cartagenero Diego Pérez Espejo, referencia fundamental del socialismo en Cartagena, y de José López López, reorganizador del partido y de la Unión General de Trabajadores. Como miembro del comité federal, fue el mismo López el que viajó a Madrid en enero de 1979 con la lista que encabezaba Escudero, pese al fuerte enfrentamiento dialéctico que había mantenido el candidato a alcalde con Andrés Hernández Ros (entonces secretario general de partido en la región) con motivo de la propuesta para abandonar el marxismo que Escudero postuló en 1976.
El 1 de marzo de 1979 se celebran las primeras elecciones generales en España, de las que la Unión de Centro Democrático salió vencedora con mayoría simple, mientras que el PSOE se situó como primera fuerza de la oposición. Tanto en el conjunto de la Región de Murcia como en Cartagena, la formación política más votada fue el PSOE, a escasa distancia de la UCD.
Un mes después, el 3 de abril, se celebran las primeras elecciones municipales libres después de la dictadura del general Franco. En Cartagena, los socialistas resultaron la fuerza más votada, obteniendo 9 concejales; mientras que los centristas consiguieron 8, los cantonales 7 y los comunistas 3. Por lo tanto, la alianza de los partidos de izquierda no alcanzaba la mayoría absoluta, pareciendo la unión de UCD y Partido Cantonal la única posibilidad factible para garantizar la gobernabilidad del municipio.
A partir del día siguiente a las elecciones y hasta la constitución del nuevo ayuntamiento se sucedieron las reuniones entre los partidos para formar una mayoría suficiente para gobernar.
El PSOE se reunió repetidas veces con el PCE, dejando claro desde el principio que no necesitaban sus votos, ya que la suma de los dos no suponía la mayoría absoluta. Los comunistas pusieron difícil desde el primer momento cualquier acuerdo, exigiendo un programa conjunto y la Delegación de Urbanismo, amenazando con una oposición "rabiosa" con las asociaciones de vecinos y del sindicato Comisiones Obreras como arietes de la misma. Se produjo una reunión entre las dos ejecutivas regionales a petición del PCE, ya que afirmaban tener dudas de la política que pudiera seguir Escudero, dada su declarada condición de "socialdemócrata pro-atlantista". El resultado final de las conversaciones fue que no habría programa conjunto de actuación y, en caso de conseguir la alcaldía, los socialistas delegarían el área de Urbanismo, limitando la delegación de competencias que el alcalde hiciera en el presidente de la comisión. Además, los socialistas pidieron a los comunistas que no les votaran, ya que la única posibilidad era que al votarse cada partido a sí mismo, el PSOE consiguiera la alcaldía como lista más votada.
Por su parte UCD y PCAN estuvieron todos los días en reunión permanente. El PCAN esperaba recibir los votos de UCD para evitar que la izquierda consiguiera el ayuntamiento, y la misma postura mantenía la UCD. Los cantonales plantearon que Carlos Romero (PCAN) fuera alcalde los dos primeros años y Juan Pedreño (UCD) los dos siguientes, pero la UCD solo aceptaba la fórmula al revés, aunque había una gran parte del partido que estaba dispuesta a aceptar casi cualquier acuerdo antes de tener un alcalde socialista.
Por su parte, PSOE y PCAN se reunieron en el Pub Comodoro, donde los cantonales hicieron la misma propuesta que habían hecho a UCD, pero nada más comenzar la reunión los socialistas dejaron claro que no aceptaban ningún acuerdo: la alcaldía sería socialista por ser la lista más votada, o habría una alianza de la 'derecha' para cerrar el paso a una Corporación progresista. Lo único que el PSOE pidió a los cantonales fue coherencia con ellos mismos, es decir, que votaran al primero de su lista, mientras que desde la alcaldía los socialistas defenderían en la redacción del Estatuto de Autonomía que había que recoger los derechos de Cartagena. Finalmente Enrique Escudero cerró la reunión diciendo que "él no necesitaba ningún acuerdo para defender Cartagena".
No hubo ninguna reunión 'oficial' entre PSOE y UCD, pero sí se reunieron Enrique Escudero y Juan Pedreño, dejando claro este último que su postura no tenía dudas: o lo votaban los cantonales a él como alcalde o el alcalde sería del PSOE.

### El primer alcalde de la democracia
La toma de posesión de los nuevos ayuntamientos llegó el día 19 de abril. El Pleno estaba convocado para las 11 de la mañana, pero un cuarto de hora antes todos los concejales ocupaban ya los asientos. A las 11 se abrieron las puertas, llenándose totalmente el salón, con parte del público sentado en el suelo; surgiendo la necesidad de sacar altavoces a la escalera, ya que la multitud llegaba hasta la puerta de la calle.
La Sesión comenzó a las 11:10 y los ediles fueron llamados uno a uno para depositar su voto en la urna que se instaló en la Presidencia, siendo el resultado: Enrique Escudero, 12 votos (9 del PSOE y 3 del PCE); Juan Pedreño, 8; y Carlos Romero, 7. Leído el resultado, el Secretario afirmó: 

Ninguno de los candidatos ha alcanzado la mitad más uno de los votos, queda proclamado alcalde el candidato que encabeza la lista más votada el pasado día 3 del presente mes de abril; es alcalde de Cartagena el Ilustrísimo señor don Enrique Escudero de Castro.

Como alcalde de Cartagena, a Enrique Escudero le tocaron vivir los difíciles años de la Transición, gobernando en minoría a través de una política conciliadora de pactos y acuerdos con fuerzas políticas muy dispares. Escudero estaba empeñado en ser el alcalde de todos los cartageneros, pero en la Cartagena de 1979 no estaba clara la política que iba a seguir el alcalde socialista. Sin embargo, aquel gobierno municipal estuvo caracterizado por la ausencia de revanchismos y la búsqueda de la armonización de todos los elementos de la sociedad cartagenera.
Las dos primeras citas importantes de la nueva Corporación expresaron el talante de Enrique Escudero como alcalde: la manifestación del Primero de Mayo y la procesión del Día del Corpus.
El día 1 de mayo, a las 10:30 de la mañana, la manifestación partió desde la plaza de España, encabezada por los líderes sindicales, el recién elegido alcalde y los concejales socialistas y comunistas. Delante, una banda de música que interpretaba La Internacional; detrás, más de 2.000 personas y unas 50 pancartas. Al llegar a la plaza del Ayuntamiento hablaron los líderes sindicales y el alcalde, que tuvo que hacerlo dos veces, al principio del acto (como estaba programado) y al final del mismo, animado por los aplausos de los manifestantes. Escudero terminó diciendo: "Estando el pueblo con nosotros, cambiaremos Cartagena".
Los días siguientes fueron muy agitados para Escudero, visitando durante los meses de mayo y junio los barrios y diputaciones del término municipal. Especialmente intensa fue la visita al barrio de Santa Lucía, en la cual Escudero llegó a las 7:30 de la tarde al Puente de Mompeán, donde lo estaban esperando la asociación de vecinos, alumnos, profesores y padres de los colegios del barrio y otros colectivos ciudadanos. El alcalde, rodeado de un nutrido grupo de vecinos, recorrió detenidamente todo el barrio, desde Los Mateos al Barrio de Pescadores, terminando la visita a las 11 de la noche.
Parece lógica la implicación del alcalde y los concejales de izquierdas con manifestaciones como estas, con toda la carga simbólica y la intención política que conllevaban. Sin embargo, a otros no les pareció tan coherente que Escudero participase en algunos actos, como la procesión del Día del Corpus.
En efecto, en la tarde del 14 de junio, después de haber visitado Galifa por la mañana, Escudero presidió la procesión junto al Capitán General y al Gobernador Militar. Días antes, se había tratado el asunto en la comisión municipal permanente, con un gran debate por parte de los grupos que no querían asistir. Gadea, del PCE, dijo que se votara la participación de la Corporación en la procesión, a lo que se negó Escudero diciendo que él sí lo iba a hacer y que lo acompañase quien quisiera. Finalmente, solo fue con el alcalde el centrista Ángel Morenilla.
Escudero, íntimamente, disfrutaba tanto de encabezar una manifestación obrera como de hacerlo en una procesión, dado su respeto por la institución y su bagaje 'teatral'. La pasión que sentía por la política, unidas a su actividad e imaginación, se manifestaron en otras ocasiones durante su vida pública. Así puede entenderse que como alcalde encabezase manifestaciones contra la contaminación o en apoyo de los trabajadores de la Empresa Nacional Bazán, o que se encerrase junto a los mineros de El Llano, e incluso que pidiera a los Reyes de España, delante de una multitud, la provincialidad para Cartagena.
Pero por encima de esto hubo un precepto que guió a este alcalde: el respeto por el Ayuntamiento como institución fundamental en una democracia. De este modo, Escudero se propuso cambiar "hasta el botijo" del Ayuntamiento, al mismo tiempo que supo conservar la vinculación con la tradición institucional y ciudadana. Para conseguir esto, Escudero tuvo que pactar en diferentes momentos con unos y otros, incluso dentro de su mismo partido.

### Político florentino

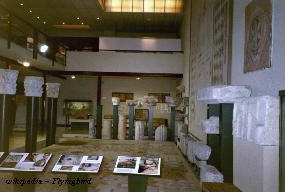
Vista del interior del Museo Arqueológico Municipal.

En aquellos momentos, se estaban poniendo los cimientos de la política municipal democrática y no parecía adecuado resquebrajar el Ayuntamiento como institución en virtud de los intereses del partido. Para Escudero, estos primeros pasos de la democracia necesitaban más el consenso que el enfrentamiento. Aunque por otro lado, gobernando en minoría, era imprescindible pactar con unos y otros para garantizar la gobernabilidad.
Durante su mandato como alcalde se inauguró el Museo Arqueológico Municipal y la Residencia Universitaria Alberto Colao, se consiguió el Centro Regional de la Universidad Nacional de Educación a Distancia, la Universidad Popular y la circunvalación para el tráfico de camiones con productos peligrosos; también dio los primeros pasos para el control de la contaminación y peatonalizó la plaza del Ayuntamiento y diversas calles del centro de la ciudad. Además, su corporación dedicó una atención especial a la seguridad ciudadana y a dotar de infraestructuras a barrios y pedanías.
La cultura fue otra de las grandes preocupaciones de Escudero como alcalde, poniendo en marcha el Auditorio del Castillo de la Concepción, el Festival de Jazz de Cartagena y la tutela municipal de la Masa Coral 'Tomás Luis de Victoria', que dejó de pertenecer a la Empresa Nacional Bazán.

### Escudero y la provincialidad
Otra cuestión que Escudero abordó con decisión fue la provincialidad de Cartagena. Ya el 14 de diciembre de 1979, en un Pleno extraordinario al que asistió el presidente del Consejo Regional, Andrés Hernández Ros, éste reconoció la reivindicación de la provincia de Cartagena, diciendo estar dispuesto a llevar el tema al próximo pleno del Consejo Regional, apoyándolo a título personal hasta sus últimas consecuencias.
Pocos días después, Escudero se reúne privadamente en el Casino con los alcaldes de Fuente Álamo, Torre-Pacheco y Mazarrón para hablar de la cuestión de la provincia. De este modo se expresaba con claridad que cualquier proyecto tendría que contar con los municipios que integran la comarca de Cartagena, o la mayor parte de ellos.
Durante todo 1980, la provincialidad focalizó buena parte del interés de los medios de comunicación y de la actividad política. Por otra parte, durante los meses siguientes la redacción del Estatuto de Autonomía de la Región y el reflejo que tendrían en el texto los 'derechos' de Cartagena alimentaron el debate.
El 11 de junio la Sesión de Pleno Municipal cartagenero acuerda no asistir al acto de Totana, organizado por el Consejo Regional, con el que se inicia el proceso autonómico, ni adherirse a la petición de autonomía (artículo 147), hasta que PSOE y UCD no se comprometieran por escrito a que en el futuro Estatuto figurarían las comarcas naturales y la posibilidad de la provincia de Cartagena.
No obstante, el 15 de junio, después de haber asistido al acto institucional de iniciativa autonómica en Totana, Escudero explicó los tres acuerdos a que se había llegado con los responsables regionales del PSOE:
1. La Comarca de Cartagena incluirá desde San Pedro del Pinatar a Mazarrón.
2. Cartagena figurará como sede de la actividad parlamentaria.
3. Se creará el Área Metropolitana de Cartagena, dentro del Estatuto.

### Un alcalde en minoría
Pese a todo lo que consiguió este ayuntamiento presidido por Escudero, el camino estuvo plagado de dificultades desde el principio. La gobernabilidad era muy difícil con la composición que habían dado las urnas, y esto era responsabilidad del alcalde, a pesar de estar en minoría.
Las mociones de censura contra Enrique Escudero por parte de UCD y PCAN se sucedieron desde septiembre de 1980. Como resultado inmediato, Escudero anuló el decreto de 27 de diciembre de 1979 por el que se concedían las delegaciones municipales, suspendiendo así las presidencias de las comisiones informativas y delegaciones en patronatos y entidades municipales. La crisis estaba servida.
La prensa del día 14 de octubre hablaba de un "ayuntamiento paralelo" creado por concejales de UCD y PCAN ante la situación provocada por su moción de censura. Al día siguiente, el alcalde anuncia su disposición para cesar a todos los concejales y suplentes, obligando de esta manera al Gobierno a convocar elecciones municipales en Cartagena. Pero en la comisión municipal, permanente centristas y cantonales, impidieron con sus votos que se aprobase ningún punto del orden del día.
El día 16 se producen las primeras reacciones de apoyo a Escudero, de mano de la ejecutiva regional socialista y de las asociaciones de vecinos, pidiéndole que no dimita. Y los días 18 y 19, Escudero viajó a Madrid para asistir al Comité Federal del PSOE. Allí se reunió con Felipe González y Alfonso Guerra, que le instaron a que no dimitiera. Ante la disposición del alcalde por dejar cargo, Felipe González concluyó la discusión diciendo: "Mira Enrique, cuando un socialista llega a una parcela de poder por las urnas, o le echan como a Allende o por las urnas".
El día 25 de octubre, los socialistas cierran filas en torno al alcalde. La Asamblea del PSOE en Cartagena elige como secretario general a Enrique Escudero. De este modo, el alcalde consigue el respaldo necesario dentro de su organización, ante la situación política creada con la moción de censura.
El 10 de noviembre, Escudero reúne a los grupos municipales y ofrece a todos la posibilidad de continuar en las delegaciones que tenían antes de la moción de censura, consiguiendo así la normalización de la vida municipal. Tres días después, los concejales cantonales aceptan las delegaciones que les ofrecía el alcalde, dejando a sus socios de la moción de censura, los concejales de UCD, solitarios en la oposición. Al día siguiente, Escudero decreta la reorganización de las delegaciones municipales con los concejales del PSOE, PCE y PCAN y dejando fuera a los de UCD.
Sin embargo, todavía no estaba cerrada la crisis. Por la tarde, los concejales de UCD y del PCAN no asisten a la reunión del Pleno Municipal, suspendiéndose por falta de quórum.
El día 15 de noviembre, el alcalde convoca de nuevo el Pleno que no se pudo celebrar el día anterior, añadiendo al orden del día la asunción de la iniciativa autonómica. Finalmente, el día 20 los concejales cantonales volvieron a aceptar las delegaciones concedidas por el alcalde, rompiendo así el "ayuntamiento paralelo" que pusieron en marcha junto a la UCD.
No obstante, el 19 de diciembre se celebra sesión extraordinaria de Pleno, en la que se aprueba la autonomía regional por 14 votos a favor (PSOE, UCD y PCE), 6 en contra (PCAN) y 3 abstenciones (UCD), ausentándose de la votación 4 concejales.
Por fin, el 27 de abril de 1981, socialistas y cantonales llegan a un acuerdo de colaboración; y el 9 de julio, UCD y PSOE firman un acuerdo con el que acaba la crisis de la moción de censura iniciada meses atrás.
Pero no iban a acabar aquí los problemas para Escudero. Pactar con unos implicaba en muchos casos molestar a otros, y así durante los primeros meses de 1982 se vivió una gran tensión entre socialistas y comunistas por haber retirado el alcalde al PCE la delegación de competencias en los temas urbanísticos que le había concedido. Incluso en el mes de febrero se produce una reunión entre centristas y socialistas, donde se hace un análisis de la situación política de la ciudad, planteándose la ruptura definitiva de colaboración con comunistas y cantonales y su posible repercusión.
Precisamente, el asunto del urbanismo iba a pasar a un primer plano en el debate político. Había una necesidad urgente de dar salida al problema urbanístico de la ciudad, paralizado hacía años y agudizado en la última época, estando sin cumplir el documento que seis meses atrás elaboraron los socialistas con el PCE y que estos últimos no cumplieron.
El día 10 de febrero de 1982 se produce una reunión entre socialistas y comunistas, donde Pedro Antonio Ríos, en nombre del PCE, quiso recomponer los pactos rotos al haber asumido el alcalde las competencias de urbanismo que había delegado en los concejales comunistas. Allí se habló de los agravios y de la falta de operatividad de los concejales responsables de esta área, que la habían tenido paralizada, así como de los acuerdos coyunturales entre los concejales comunistas y cantonales para enfrentarse a las posturas socialistas en los plenos. En aquella ocasión, Pedro Antonio Ríos insistió en que todo estaba suficientemente hablado y que lo que había que hacer era recomponer el acuerdo y evitar en lo sucesivo situaciones como las vividas. Finalmente, acordaron celebrar una reunión con propuestas concretas y compromisos para funcionar en el futuro.
El 1 de marzo se vuelven a reunir PSOE y UCD para plantear el funcionamiento de las delegaciones a través de comisiones bipartitas, formando ocho comisiones que permitieran tener a cuatro representantes de cada partido. También se acordó que tanto la Permanente como los Plenos se reunieran más espaciadamente que hasta entonces, para quitar protagonismo a los concejales que no formasen parte del gobierno municipal. Dos días después, la ejecutiva socialista local se reunió con el grupo municipal, dando cuenta de lo tratado hasta ahora con los demás grupos políticos y cerrando el pacto con UCD.
El 23 de marzo, Escudero anuncia las delegaciones municipales del nuevo gobierno municipal PSOE-UCD, con presencia del PCE. Además, se concedieron dos delegaciones al PCAN sin consultarles, siendo rechazadas por estos. De este modo se cerraba la crisis política, cuando quedaba por delante un año de legislatura.
El 25 de marzo de 1983 tiene lugar el pregón de Semana Santa a cargo de Enrique Escudero, donde anuncia su despedida de la Alcaldía, ante las cercanas elecciones municipales.
En este nuevo encuentro electoral, los socialistas obtienen mayoría absoluta, con los siguientes resultados: PSOE, 14 concejales; Partido Popular, 7; PCAN, 5; y PCE, 1.
Al cesar su mandato como alcalde de Cartagena, Enrique Escudero hace entrega de su bastón de mando a la Agrupación de San Pedro, en un acto que se celebra en la capilla de la cofradía california. Desde entonces el bastón acompaña al trono de San Pedro en la procesión del Martes Santo.
En el Ayuntamiento de Cartagena, el presupuesto de 1982 se liquida nivelado. La deuda extrapresupuestaria estaba próxima a los 300 millones de pesetas, por factura sin tramitar. La nueva corporación hace expediente de saneamiento acogiéndose a la propuesta del Gobierno central. Una auditoría del Ministerio de Hacienda, que actúa durante un mes con siete contadores y dos interventores periciales (a petición de la Corporación), concluye con un informe favorable para la gestión contable y económica entre 1980 y 1983, por lo que se le concede al Ayuntamiento una subvención 'a fondo perdido' de 460 millones de pesetas, con lo que queda amortizada la deuda extrapresupuestaria de la Corporación anterior con un sobrante de 160 millones de pesetas, quedando la deuda a largo plazo en 1.086.298.911 de pesetas.
El 23 de mayo, Escudero entrega la Alcaldía de Cartagena a Juan Martínez Simón, impulsado dentro del partido por el alcalde saliente. Poco tiempo después, el mismo Enrique Escudero calificaría esta decisión como errónea, ya que finalmente esta apuesta por Martínez Simón supondría la pérdida de la Alcaldía para el PSOE, que no consiguió recuperar hasta 1991.

### Abandono de la política activa
La nueva etapa política de Enrique Escudero comienza el 20 de junio de 1983, cuando participa como consejero de Turismo, Industria y Comercio en la toma de posesión del Gobierno de la Comunidad Autónoma presidido por el socialista Andrés Hernández Ros. Desde este puesto sentaría las bases de las principales líneas de actuación en materia turística en la Región de Murcia. Pero la dimisión de Hernández Ros acabó con esta labor de Escudero y le llevó a una fuerte decepción con los dirigentes socialistas, tomando la decisión de darse de baja del PSOE en 1986.
Después de implicarse con los cantonales en la campaña para las elecciones municipales de 1987, abandonó definitivamente la política activa poco tiempo después de que el PCAN se hiciera con la Alcaldía. Desde entonces se convertiría en un referente para la política cartagenera, siendo muy respetadas sus opiniones por todos los partidos.
Volcado de nuevo en su actividad como publicista, participó profesionalmente en varias campañas electorales con diversas formaciones políticas locales y regionales. Su gran pasión seguiría siendo la política, pero desde esta época rechazó cualquier ofrecimiento para volver a la 'arena'. Escudero siguió definiéndose hasta el final de sus días como socialista, aunque fuera uno de los más agudos críticos del PSOE durante esta etapa.
Desde que abandonó la política, Escudero se dedicó a volver a levantar su agencia de publicidad. Además de las incontables campañas publicitarias para clientes locales, regionales y nacionales, quedan como fruto de su trabajo cientos de horas de radio y televisión, publicaciones como El Mirador y La Gaceta de Cartagena y muchas otras de diverso formato. También es de destacar su labor como asesor de comunicación de La Manga Club, colaborando en las relaciones públicas de este importante complejo turístico desde 1994.
Muy implicado en diferentes ámbitos de la cultura y la sociedad cartagenera, fue hasta su fallecimiento Presidente de la Semana Internacional de Cine Naval y del Mar, puesto que desempeñaba desde 1988. Durante muchas ediciones consiguió hacer un certamen digno, a pesar de las penurias económicas del festival. Para compensar estas carencias, Escudero recurría a su imaginación y a sus dotes para las relaciones públicas, logrando encauzar el festival hacia el camino que pensó era el único para un certamen con las características de la Semana de Cine Naval y del Mar: fomento del cine español, acuerdos con la SGAE y la Fundación Autor, colaboración con la Universidad Politécnica de Cartagena, y lo más importante, el apoyo decidido de la Comunidad Autónoma. Lamentablemente, no pudo culminar esta idea, sobre todo por la indecisión de los políticos regionales.
De su entrega a la Semana de Cine Naval y del Mar basta recordar que el día que se presentó en la Asamblea Regional la XXVIII edición del festival, en noviembre de 1999, se encontraba débil y enfermo pero asistió al acto. Al día siguiente, los médicos le diagnosticaron leucemia. Tres meses después falleció.
A su funeral, celebrado en la iglesia de Santa María de Gracia, acudieron cientos de cartageneros entre los que se encontraban todos los representantes de la vida social, política y económica de la ciudad. Cubierto con las banderas de Cartagena y de la cofradía california, el féretro de Enrique Escudero cruzó la misma puerta por la que tantas veces él había salido en las procesiones de Semana Santa.
Después de incinerar sus restos las cenizas, fueron esparcidas en el Campo de Cartagena, en un paraje equidistante de la ciudad, el Mar Menor y la zona oeste. Así se cerró el ciclo vital de un cartagenero del que hoy nos queda sobre todo la memoria de un hombre brillante e imaginativo, que siempre luchó por su tierra y sus ideales, defendiéndolos con inteligencia, energía y tolerancia.